# Stas Pokatılov
Stas Aleksandrovıch Pokatılov (in kazako Стас Александрович Покатилов?; Oral, 8 dicembre 1992) è un calciatore kazako, portiere del Sabah e della nazionale kazaka.

## Palmarès

### Club

#### Competizioni nazionali
- Supercoppa del Kazakistan: 2

Qaýrat: 2016, 2017
- Campionato kazako: 1

Qaýrat: 2020
- Coppa d'Azerbaigian: 1

Sabah: 2024-2025